# Crucifixión (Museo Arqueológico Provincial de Orense)
La Crucifixión es una obra realizada en la primera mitad del siglo xvi y atribuida a Ambrosius Benson. Está ubicada en el Museo Arqueológico Provincial de Orense (Galicia, España).

## Historia

### Contexto
El surgimiento de imágenes de tipo devocional tanto en grabados como en tablas, dípticos, trípticos y polípticos con escenas alusivas principalmente al nacimiento y muerte de Cristo constituye, junto con los retablos compuestos de paneles con pinturas, una respuesta al novedoso concepto de devotio aparecido en los Países Bajos en los últimos años del siglo xv, el cual se expandiría con gran rapidez por el resto de Europa. Este tipo de obras devotas tenían como finalidad invitar a los fieles a la oración mediante una fuerte implicación a nivel emocional lograda gracias a una representación detallada del acontecimiento religioso plasmado. De forma paralela, en esta época empezarían a surgir diversos tratados en los que se llevaban a cabo pormenorizadas descripciones de los hechos narrados en los Evangelios, todo con el fin de inducir a los feligreses a la práctica de la meditación de manera íntima e individual. Al tratarse de obras dedicadas al culto privado, estas eran de pequeñas dimensiones ya que debían ajustarse al tamaño de las capillas privadas u oratorios domésticos a los que estaban destinadas, destacando en este aspecto un tríptico mutilado propiedad del Museo Arqueológico Provincial, obra del Maestro de Sobrado en el siglo xvi. En su mayoría eran piezas importadas de Flandes o encargadas a maestros de origen flamenco asentados en la península, si bien tanto unos como otros provocarían con su labor la expansión del arte flamenco, el cual acabaría por tener una influencia primordial en las escuelas locales.

### Ambrosius Benson
Este artista, de ascendencia lombarda, desarrolló la mayor parte de su actividad en la ciudad de Bruselas, donde inició su producción en 1519. Debió transcurrir su periodo de formación, o al menos una parte del mismo, en el taller de Gerard David, de quien asimilaría su estilo, si bien su temprano aprendizaje italiano haría que su producción se viese imbuida de un carácter notablemente más clásico que el de los artistas flamencos de su época. Son numerosas las obras de Benson custodiadas en España ya que con el paso de los años se le fueron atribuyendo varias piezas en principio anónimas, detalle que contrasta con el escaso catálogo que del pintor se conserva en Bélgica. En su momento cierto número de expertos consideraron, aunque no con total seguridad, que Benson pudo haber estado en la península con el fin de dar explicación al hecho de que de él se conserven tantas obras en España, si bien la mayoría de los historiadores asumen a día de hoy que esta circunstancia se debe a que su producción era destinada a ser exportada a tierras castellanas, práctica muy común en el seno de los talleres establecidos tanto en Bruselas como en Amberes. Esto queda explicado a mayores por el hecho de que entonces los Países Bajos pertenecían a la corona española, por lo que los vínculos comerciales entre ambos territorios eran muy fuertes y el flujo comercial constante; por regla general los mercaderes españoles fungían como intermediarios en las comisiones de obras de arte efectuadas por clientes o mecenas hispanos, pudiendo ser este el origen de la tabla orensana.
En cuanto a Benson, el artista mantuvo un contacto continuo con la colonia de comerciantes españoles establecida en la capital belga, destacando un detalle bastante curioso: el pintor adquirió en 1533 una vivienda al mercader Lucas de Castro, a quien abonó la mitad del valor de la casa en dinero y la otra mitad con ocho cuadros. Sumado a esto, uno de los centros neurálgicos del arte flamenco estaba situado en España y se desarrollaba en las ferias que con carácter anual se celebraban en Medina del Campo. En resumen, las obras más importantes de Benson se encuentran en territorio español, particularmente en Segovia, donde Juan de Contreras y López de Ayala, IX marqués de Lozoya, dejó constancia de que importantes familias pertenecientes a la nobleza, como los Arias Dávila o los Del Campo, fueron clientes del pintor, perpetuándose de esta forma durante la primera mitad del siglo xvi la tradición en la península de mantener vínculos comerciales con el norte de Europa. 

### Origen
Los orígenes de la tabla resultan desconocidos; actualmente se atribuye su factura a Benson, por lo que la misma estaría fechada en la primera mitad del siglo xvi ya que Benson falleció en 1550, datándose preferentemente con anterioridad a 1533. La obra fue donada al Museo Arqueológico Provincial el 10 de mayo de 1943 por Jesús Ferro Couselo, quien entonces ostentaba la dirección de la entidad. Se sabe que la tabla procedía del colegio de las Madres Carmelitas de la ciudad, desconociéndose su destino original, aunque no sería hasta 1970 cuando la pieza se atribuiría por vez primera a Benson; esta asignación fue propuesta por la profesora Elisa Bermejo, quien además dio a conocer la pieza, siendo dicha atribución suscrita en 1977 por el cronista Anselmo López Morais.

## Descripción

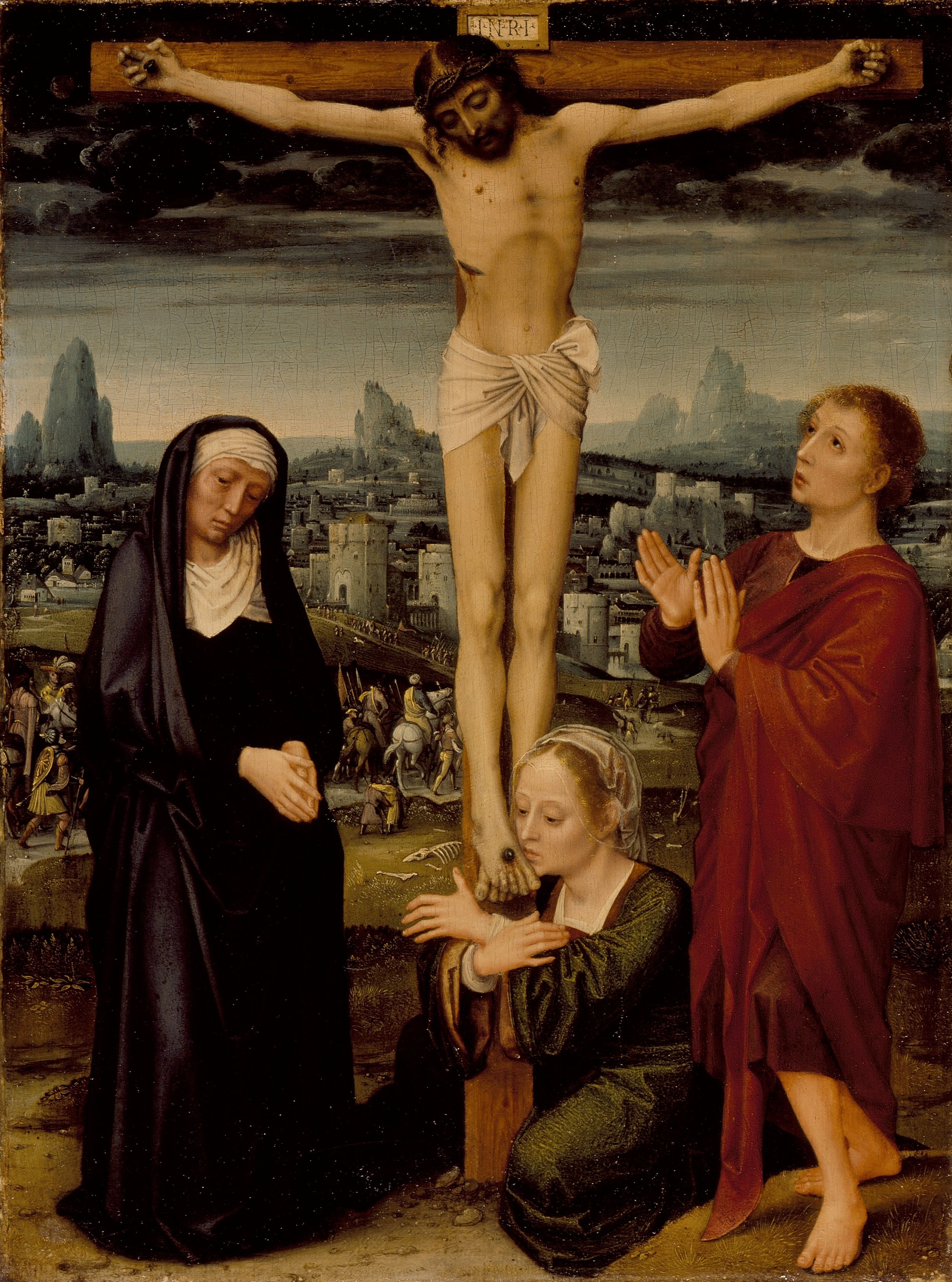
Crucifixión (c. 1525), por Ambrosius Benson. Museo de Arte del Condado de Los Ángeles.

La obra, realizada en óleo sobre tabla y custodiada en el museo como la pieza 149 de su inventario, muestra a Cristo en la cruz directamente frente al espectador; figura sujeto al madero por tres clavos y exhibe ambas piernas estiradas y completamente rectas en una pose forzada, estando la cabeza tocada con la característica corona de espinas y caída sobre su hombro derecho. De acuerdo con Bermejo, María Magdalena, quien aparece de rodillas abrazando la cruz y besando los pies de Cristo, representa la remisión de los pecados, siendo el personaje más interesante del grupo; ataviada con una túnica renacentista en color verde oliva, la Magdalena se erige a su vez como el arquetipo femenino de las pinturas de Benson, describiéndola Bermejo como «más fina» que la imagen cristífera.: 125  Como es tradición en este tipo de representaciones de la Pasión, a ambos lados del crucificado figuran la Virgen y San Juan. Ataviada con una túnica y un manto negros en contraste con una toca de color blanco, María luce actitud de recogimiento al tiempo que hace patente un gesto de tranquilidad y resignación, mostrando la cabeza agachada y en términos generales una actitud distante de la típica iconografía dolorosa. Por su parte, San Juan, vestido con túnica y manto rojizos, se muestra agitado por tener ambas manos frente al pecho en señal de desconsuelo, siendo la figura que más viveza aporta a la obra. Va descalzo y su rostro se yergue para contemplar a Cristo, luciendo un semblante de desconcierto que contrasta fuertemente con la serenidad de la Virgen. Las figuras poseen un modelado suave de contornos difuminados que se fusionan con el entorno, compuesto de rocas frente a un fondo en el que se muestra Jerusalén conformada por edificaciones de traza geométrica muy angulosa y claramente definida a diferencia del perfil de los personajes, todo dominado por un cielo cargado de nubes en diferentes tonalidades creando un curioso celaje. La tabla en sí hace gala de todas las características del catálogo de Benson, entre las que destacan dedos largos con articulaciones medias muy acusadas.
En la obra persisten todavía las tradiciones del gótico, las cuales se imponen a la ya entonces poderosa corriente renacentista. El fondo es un reflejo puro del Quattrocento dada la definición de sus líneas, el oscurecimiento del cielo en la zona superior y la distribución geométrica y meticulosamente ordenada de todos los personajes, lo que hace que posea un extraordinario parecido con la Crucifixión conservada en la Iglesia de San Lesmes Abad de Burgos, obra de Adriaen Isenbrandt. Las similitudes entre ambas dejan patente un estrecho vínculo entre los dos artistas; tal y como indicó Bermejo, el parecido es prácticamente exacto en la figura de San Juan ya que en ambas resulta idéntica la pose y distribución del manto así como su tonalidad y el extremo rematado en pico que llega a rozar el suelo. De Burgos procede también otra Crucifixión consistente en un tríptico cuyo paradero resulta desconocido;: 124–125  esta pieza, obra de Benson, posee igualmente numerosos paralelismos con la tabla de Orense, si bien esta última no figura entre sus mejores obras, situación agravada por la existencia de varios repintes, sobre todo en el rostro de la Virgen, que hacen difícil discernir cuánto del cromatismo que se aprecia es original. No obstante lo anterior, la pintura que mayor parecido posee con la tabla del museo orensano es la Crucifixión conservada en el Museo de Arte del Condado de Los Ángeles, obra de Benson fechada hacia 1525; el grado de similitud es tal que la pieza de Orense es o bien una réplica o bien el modelo en el que se basa la versión estadounidense, circunstancia que permite afianzar su atribución al artista flamenco y situarla cronológicamente a mediados de la década de 1520.